# Ilaria Zane
Ilaria Zane (* 10. Februar 1992 in Mestre) ist eine italienische Triathletin, Staatsmeisterin auf der Triathlon-Kurzdistanz (2019) Triathlon-Sprintdistanz (2022) und Duathlon-Sprintdistanz (2023).

## Werdegang
Ilaria Zane ist seit 1992 im Triathlon aktiv.
Im Juli 2015 wurde sie U23-Vizeeuropameisterin Triathlon. Sie startet im DDS Triathlon Team. 2017 wurde sie Vizestaatsmeisterin Triathlon sowohl auf der Sprint- als auch auf der Kurzdistanz.
Im August 2018 wurde Ilaria Zane in Glasgow als beste Italienerin Zwölfte bei der Europameisterschaft auf der Kurzdistanz.
Im Oktober 2019 wurde die 27-Jährige in Cervia italienische Meisterin auf der Triathlon-Kurzdistanz (1,5 km Schwimmen, 40 km Radfahren und 10 km Laufen).
Im Oktober 2022 wurde sie auch italienische Meisterin auf der Triathlon-Sprintdistanz.
Bei der Weltmeisterschafts-Rennserie 2022 belegte Ilaria Zane im November hinter Verena Steinhauser (Rang 15) als zweitbeste Italienerin den 51. Rang.
Im April 2023 wurde die 31-Jährige in Imola Italienische Meisterin auf der Duathlon-Sprintdistanz.
Ilaria Zane lebt in Venedig. Sie wird trainiert von Andrea D’Aquino.

## Sportliche Erfolge
| Datum/Jahr    | Rang | Wettbewerb                                          | Austragungsort | Zeit     | Bemerkung                                           |
| ------------- | ---- | --------------------------------------------------- | -------------- | -------- | --------------------------------------------------- |
| 1. Okt. 2023  | 16   | ITU Triathlon World Cup                             | Tanger         | 01:11:09 | hinter der Deutschen Lisa Tertsch                   |
| 26. Aug. 2023 | 3    | ITU Triathlon World Cup                             | Weihai         | 01:59:04 |                                                     |
| 3. März 2023  | 33   | ITU World Championship Series 2023                  | Abu Dhabi      | 01:00:00 |                                                     |
| 26. Nov. 2022 | 20   | ITU World Championship Series 2022                  | Abu Dhabi      | 01:59:41 | Grand Final                                         |
| 2. Okt. 2022  | 1    | ITA Triathlon National Championship Sprint Distance | Cervia         | 00:57:22 | Italienische Meisterin Triathlon Sprintdistanz      |
| 12. Aug. 2022 | DNF  | ETU Triathlon European Championship                 | München        | –        | Europameisterschaft                                 |
| 12. März 2022 | 6    | ETU Europe Triathlon Cup                            | Lievin         | 00:10:49 |                                                     |
| 12. Okt. 2019 | 1    | ITA Triathlon National Championships                | Cervia         | 01:57:39 | Italienische Meisterin Triathlon Kurzdistanz        |
| 9. Aug. 2018  | 12   | ETU Triathlon European Championships                | Glasgow        | 02:03:52 | Europameisterschaft auf der olympischen Kurzdistanz |
| 2. Juni 2018  | 8    | ITU Triathlon World Cup                             | Cagliari       | 01:01:08 | hinter der österreichischen Siegerin Lisa Perterer  |
| 7. Okt. 2017  | 2    | ITA Triathlon National Championships                | Lerici         |          | Vizestaatsmeisterin                                 |
| 30. Sep. 2017 | 2    | ITA Sprint Triathlon National Championships         | Lignano        |          | Vizestaatsmeisterin                                 |
| 7. Mai 2017   | 2    | ATU Triathlon African Championships                 | Buffalo City   | 02:01:04 | Zweite hinter der Südafrikanerin Gillian Sanders    |
| 30. Juli 2016 | 5    | ITA Triathlon National Championships                | Caorle         | 02:06:56 | Staatsmeisterschaft                                 |
| 7. Mai 2016   | 3    | Kalterer See Triathlon                              | Kalterer See   |          |                                                     |
| 25. Juli 2015 | 2    | ETU Triathlon European Championship U23             | Banyoles       | 02:00:03 | U23-Vizeeuropameisterin Triathlon                   |
| 9. Mai 2015   | 3    | Kalterer See Triathlon                              | Kalterer See   |          |                                                     |

| Datum/Jahr   | Rang | Wettbewerb                                         | Austragungsort | Zeit | Bemerkung                                     |
| ------------ | ---- | -------------------------------------------------- | -------------- | ---- | --------------------------------------------- |
| 1. Apr. 2023 | 1    | ITA Duathlon National Championship Sprint Distance | Cervia         |      | Italienische Meisterin Duathlon Sprintdistanz |

(DNF – Did Not Finish)